# 경제 발전 수준에 따른 나라 목록
| 선진국     |
| 개발도상국 |
| 후진국     |
| 자료 없음  |

| 매우 높음 | 낮음      |
| 높음      | 자료 없음 |
| 중간      |           |

IMF와 UN에서 정한 경제 발전 수준에 따른 나라 분류

2022년 기준, 세계 각국의 인간개발지수

경제 발전 수준에 따른 나라 목록은 다음과 같다.

## 나라 목록
| 국가                  | 2020 HDI | 수준     | 분류       |
| --------------------- | -------- | -------- | ---------- |
| 가나                  | 0.611    | 중위국   | 개발도상국 |
| 가봉                  | 0.703    | 상위국   | 개발도상국 |
| 가이아나              | 0.682    | 중위국   | 개발도상국 |
| 감비아                | 0.496    | 하위국   | 후진국     |
| 과테말라              | 0.663    | 중위국   | 개발도상국 |
| 그레나다              | 0.779    | 상위국   | 개발도상국 |
| 그리스                | 0.888    | 최상위국 | 선진국     |
| 기니                  | 0.477    | 하위국   | 후진국     |
| 기니비사우            | 0.480    | 하위국   | 후진국     |
| 나미비아              | 0.646    | 중위국   | 개발도상국 |
| 나우루                | 미조사   | 미조사   | 개발도상국 |
| 나이지리아            | 0.539    | 하위국   | 개발도상국 |
| 남수단                | 0.433    | 하위국   | 후진국     |
| 남아프리카 공화국     | 0.709    | 상위국   | 개발도상국 |
| 네덜란드              | 0.944    | 최상위국 | 선진국     |
| 네팔                  | 0.602    | 중위국   | 후진국     |
| 노르웨이              | 0.957    | 최상위국 | 선진국     |
| 뉴질랜드              | 0.931    | 최상위국 | 선진국     |
| 니제르                | 0.394    | 하위국   | 후진국     |
| 니카라과              | 0.660    | 중위국   | 개발도상국 |
| 대한민국              | 0.916    | 최상위국 | 선진국     |
| 덴마크                | 0.940    | 최상위국 | 선진국     |
| 도미니카 공화국       | 0.756    | 상위국   | 개발도상국 |
| 도미니카 연방         | 0.742    | 상위국   | 개발도상국 |
| 독일                  | 0.947    | 최상위국 | 선진국     |
| 동티모르              | 0.606    | 중위국   | 후진국     |
| 라오스                | 0.613    | 중위국   | 후진국     |
| 라이베리아            | 0.480    | 하위국   | 후진국     |
| 라트비아              | 0.866    | 최상위국 | 선진국     |
| 러시아                | 0.824    | 최상위국 | 개발도상국 |
| 레바논                | 0.744    | 상위국   | 개발도상국 |
| 레소토                | 0.527    | 하위국   | 하위국     |
| 루마니아              | 0.828    | 최상위국 | 개발도상국 |
| 룩셈부르크            | 0.916    | 최상위국 | 선진국     |
| 르완다                | 0.543    | 하위국   | 후진국     |
| 리비아                | 0.724    | 상위국   | 개발도상국 |
| 리투아니아            | 0.882    | 최상위국 | 선진국     |
| 리히텐슈타인          | 0.919    | 최상위국 | 선진국     |
| 마다가스카르          | 0.528    | 하위국   | 후진국     |
| 마셜 제도             | 0.704    | 상위국   | 개발도상국 |
| 마카오                | 미조사   | 미조사   | 선진국     |
| 말라위                | 0.483    | 하위국   | 후진국     |
| 말레이시아            | 0.810    | 최상위국 | 개발도상국 |
| 말리                  | 0.434    | 하위국   | 후진국     |
| 멕시코                | 0.779    | 상위국   | 개발도상국 |
| 모나코                | 미조사   | 미조사   | 선진국     |
| 모로코                | 0.686    | 중위국   | 개발도상국 |
| 모리셔스              | 0.804    | 최상위국 | 개발도상국 |
| 모리타니              | 0.546    | 하위국   | 후진국     |
| 모잠비크              | 0.456    | 하위국   | 후진국     |
| 몬테네그로            | 0.829    | 최상위국 | 개발도상국 |
| 몰도바                | 0.750    | 상위국   | 개발도상국 |
| 몰디브                | 0.740    | 상위국   | 개발도상국 |
| 몰타                  | 0.895    | 최상위국 | 선진국     |
| 몽골                  | 0.737    | 상위국   | 개발도상국 |
| 미국                  | 0.926    | 최상위국 | 선진국     |
| 미얀마                | 0.583    | 중위국   | 후진국     |
| 미크로네시아 연방     | 0.620    | 중위국   | 개발도상국 |
| 바누아투              | 0.609    | 중위국   | 개발도상국 |
| 바레인                | 0.852    | 최상위국 | 개발도상국 |
| 바베이도스            | 0.814    | 최상위국 | 개발도상국 |
| 바티칸 시국           | 미조사   | 미조사   | 선진국     |
| 바하마                | 0.814    | 최상위국 | 개발도상국 |
| 방글라데시            | 0.632    | 중위국   | 후진국     |
| 베냉                  | 0.545    | 하위국   | 후진국     |
| 베네수엘라            | 0.711    | 상위국   | 개발도상국 |
| 베트남                | 0.704    | 상위국   | 개발도상국 |
| 벨기에                | 0.931    | 최상위국 | 선진국     |
| 벨라루스              | 0.823    | 최상위국 | 개발도상국 |
| 벨리즈                | 0.716    | 상위국   | 개발도상국 |
| 보스니아 헤르체고비나 | 0.780    | 상위국   | 개발도상국 |
| 보츠와나              | 0.735    | 상위국   | 개발도상국 |
| 볼리비아              | 0.718    | 상위국   | 개발도상국 |
| 부룬디                | 0.433    | 하위국   | 후진국     |
| 부르키나파소          | 0.452    | 하위국   | 후진국     |
| 부탄                  | 0.654    | 중위국   | 후진국     |
| 북마케도니아          | 0.774    | 상위국   | 개발도상국 |
| 북한                  | 미조사   | 미조사   | 후진국     |
| 불가리아              | 0.816    | 최상위국 | 개발도상국 |
| 브라질                | 0.765    | 상위국   | 개발도상국 |
| 브루나이              | 0.838    | 최상위국 | 개발도상국 |
| 사모아                | 0.715    | 상위국   | 개발도상국 |
| 사우디아라비아        | 0.854    | 최상위국 | 개발도상국 |
| 산마리노              | 미조사   | 미조사   | 선진국     |
| 상투메 프린시페       | 0.625    | 중위국   | 후진국     |
| 세네갈                | 0.512    | 하위국   | 후진국     |
| 세르비아              | 0.806    | 최상위국 | 개발도상국 |
| 세이셸                | 0.796    | 상위국   | 개발도상국 |
| 세인트루시아          | 0.759    | 상위국   | 개발도상국 |
| 세인트빈센트 그레나딘 | 0.738    | 상위국   | 개발도상국 |
| 세인트키츠 네비스     | 0.779    | 상위국   | 개발도상국 |
| 소말리아              | 미조사   | 미조사   | 후진국     |
| 솔로몬 제도           | 0.567    | 중위국   | 후진국     |
| 수단                  | 0.510    | 하위국   | 후진국     |
| 수리남                | 0.738    | 상위국   | 개발도상국 |
| 스리랑카              | 0.782    | 상위국   | 개발도상국 |
| 스웨덴                | 0.945    | 최상위국 | 선진국     |
| 스위스                | 0.955    | 최상위국 | 선진국     |
| 스페인                | 0.904    | 최상위국 | 선진국     |
| 슬로바키아            | 0.860    | 최상위국 | 선진국     |
| 슬로베니아            | 0.917    | 최상위국 | 선진국     |
| 시리아                | 0.567    | 중위국   | 개발도상국 |
| 시에라리온            | 0.452    | 하위국   | 후진국     |
| 싱가포르              | 0.938    | 최상위국 | 선진국     |
| 아랍에미리트          | 0.890    | 최상위국 | 개발도상국 |
| 아르메니아            | 0.776    | 상위국   | 개발도상국 |
| 아르헨티나            | 0.845    | 최상위국 | 개발도상국 |
| 아이슬란드            | 0.949    | 최상위국 | 선진국     |
| 아이티                | 0.510    | 하위국   | 후진국     |
| 아일랜드              | 0.955    | 최상위국 | 선진국     |
| 아제르바이잔          | 0.756    | 상위국   | 개발도상국 |
| 아프가니스탄          | 0.511    | 하위국   | 후진국     |
| 안도라                | 0.868    | 최상위국 | 선진국     |
| 알바니아              | 0.795    | 상위국   | 개발도상국 |
| 알제리                | 0.748    | 상위국   | 개발도상국 |
| 앙골라                | 0.581    | 중위국   | 후진국     |
| 앤티가 바부다         | 0.778    | 상위국   | 개발도상국 |
| 에리트레아            | 0.459    | 하위국   | 후진국     |
| 에스와티니            | 0.611    | 중위국   | 개발도상국 |
| 에스토니아            | 0.892    | 최상위국 | 선진국     |
| 에콰도르              | 0.759    | 상위국   | 개발도상국 |
| 에티오피아            | 0.485    | 하위국   | 후진국     |
| 엘살바도르            | 0.673    | 중위국   | 개발도상국 |
| 영국                  | 0.932    | 최상위국 | 선진국     |
| 예멘                  | 0.470    | 하위국   | 후진국     |
| 오만                  | 0.813    | 최상위국 | 개발도상국 |
| 오스트레일리아        | 0.944    | 최상위국 | 선진국     |
| 오스트리아            | 0.922    | 최상위국 | 선진국     |
| 온두라스              | 0.634    | 중위국   | 개발도상국 |
| 요르단                | 0.729    | 상위국   | 개발도상국 |
| 우간다                | 0.544    | 하위국   | 후진국     |
| 우루과이              | 0.817    | 최상위국 | 개발도상국 |
| 우즈베키스탄          | 0.720    | 상위국   | 개발도상국 |
| 우크라이나            | 0.779    | 상위국   | 개발도상국 |
| 이라크                | 0.674    | 중위국   | 개발도상국 |
| 이란                  | 0.783    | 상위국   | 개발도상국 |
| 이스라엘              | 0.919    | 최상위국 | 선진국     |
| 이집트                | 0.707    | 상위국   | 개발도상국 |
| 이탈리아              | 0.892    | 최상위국 | 선진국     |
| 인도                  | 0.645    | 중위국   | 개발도상국 |
| 인도네시아            | 0.718    | 상위국   | 개발도상국 |
| 일본                  | 0.919    | 최상위국 | 선진국     |
| 자메이카              | 0.734    | 상위국   | 개발도상국 |
| 잠비아                | 0.584    | 중위국   | 후진국     |
| 적도 기니             | 0.592    | 중위국   | 개발도상국 |
| 조지아                | 0.812    | 최상위국 | 개발도상국 |
| 중국                  | 0.761    | 상위국   | 개발도상국 |
| 중앙아프리카 공화국   | 0.397    | 하위국   | 후진국     |
| 지부티                | 0.524    | 하위국   | 후진국     |
| 짐바브웨              | 0.571    | 중위국   | 개발도상국 |
| 차드                  | 0.398    | 하위국   | 후진국     |
| 체코                  | 0.900    | 최상위국 | 선진국     |
| 칠레                  | 0.851    | 최상위국 | 개발도상국 |
| 카메룬                | 0.563    | 중위국   | 개발도상국 |
| 카보베르데            | 0.665    | 중위국   | 개발도상국 |
| 카자흐스탄            | 0.825    | 최상위국 | 개발도상국 |
| 카타르                | 0.848    | 최상위국 | 개발도상국 |
| 캄보디아              | 0.594    | 중위국   | 후진국     |
| 캐나다                | 0.929    | 최상위국 | 선진국     |
| 케냐                  | 0.601    | 중위국   | 개발도상국 |
| 코모로                | 0.554    | 중위국   | 후진국     |
| 코스타리카            | 0.810    | 최상위국 | 개발도상국 |
| 코트디부아르          | 0.538    | 하위국   | 개발도상국 |
| 콜롬비아              | 0.767    | 상위국   | 개발도상국 |
| 콩고 공화국           | 0.574    | 중위국   | 개발도상국 |
| 콩고 민주 공화국      | 0.480    | 하위국   | 후진국     |
| 쿠바                  | 0.783    | 상위국   | 개발도상국 |
| 쿠웨이트              | 0.806    | 최상위국 | 개발도상국 |
| 크로아티아            | 0.851    | 최상위국 | 개발도상국 |
| 키르기스스탄          | 0.697    | 중위국   | 개발도상국 |
| 키리바시              | 0.630    | 중위국   | 후진국     |
| 키프로스              | 0.887    | 최상위국 | 선진국     |
| 타이완                | 미조사   | 미조사   | 선진국     |
| 타지키스탄            | 0.668    | 중위국   | 개발도상국 |
| 탄자니아              | 0.529    | 하위국   | 후진국     |
| 태국                  | 0.777    | 상위국   | 개발도상국 |
| 토고                  | 0.515    | 하위국   | 후진국     |
| 통가                  | 0.725    | 상위국   | 개발도상국 |
| 투르크메니스탄        | 0.715    | 상위국   | 개발도상국 |
| 투발루                | 미조사   | 미조사   | 후진국     |
| 튀니지                | 0.740    | 상위국   | 개발도상국 |
| 튀르키예              | 0.820    | 최상위국 | 개발도상국 |
| 트리니다드 토바고     | 0.796    | 상위국   | 개발도상국 |
| 파나마                | 0.815    | 최상위국 | 개발도상국 |
| 파라과이              | 0.728    | 상위국   | 개발도상국 |
| 파키스탄              | 0.557    | 중위국   | 개발도상국 |
| 파푸아뉴기니          | 0.555    | 중위국   | 개발도상국 |
| 팔라우                | 0.826    | 최상위국 | 개발도상국 |
| 팔레스타인            | 0.708    | 상위국   | 개발도상국 |
| 페루                  | 0.777    | 상위국   | 개발도상국 |
| 포르투갈              | 0.864    | 최상위국 | 선진국     |
| 폴란드                | 0.880    | 최상위국 | 개발도상국 |
| 프랑스                | 0.901    | 최상위국 | 선진국     |
| 피지                  | 0.743    | 상위국   | 개발도상국 |
| 핀란드                | 0.938    | 최상위국 | 선진국     |
| 필리핀                | 0.718    | 상위국   | 개발도상국 |
| 헝가리                | 0.854    | 최상위국 | 개발도상국 |
| 홍콩                  | 0.949    | 최상위국 | 선진국     |

## 설명
- 수준 : 2020년 인간 개발 지수 기준으로 정했다.

## 같이 보기
- 인간 개발 지수
- 선진국
- 개발도상국
- 후진국